# Yonkers, New York
Yonkers, New York (/ˈjɒŋkərz/) este un oraș din Comitatul Westchester, New York, Statele Unite. Dezvoltat de-a lungul râului Hudson, este al treilea cel mai populat oraș din statul New York, în spatele orașului New York City și Buffalo. Populația Yonkers a fost de 195.976, așa cum este enumerată în Recensământul Statelor Unite din 2010; se estimează că a crescut cu 2,2% la 200.370 în 2019 Este clasificat ca o suburbie interioară a orașului New York, direct la nord de Bronx și la aproximativ 3 km nord de cel mai nordic punct din Manhattan.
Centrul orașului Yonkers este centrat pe o plaza cunoscută sub numele de Getty Square, unde se află guvernul municipal. Zona centrală găzduiește, de asemenea, întreprinderi locale semnificative și organizații non-profit. Acesta servește ca un hub major de vânzare cu amănuntul pentru Yonkers și nord-vestul Bronx.
Orașul găzduiește mai multe atracții, inclusiv Parcul și grădinile Untermyer; Muzeul Râului Hudson; Râul Saw Mill care a fost scos la lumină, îndepărtând o parcare pentru a descoperi un râu; Science Barge; și Sherwood House. Yonkers Raceway, o pistă de curse cu ham, și-a renovat terenurile și clubul și a adăugat jocuri de noroc video legalizate în 2006 pentru a deveni un „racino” numit Empire City. Acest joc de noroc în stil cazinou s-a adăugat atracției pistei ca destinație.
Zonele comerciale majore sunt situate în Getty Square, pe South Broadway, la Cross County Shopping Center și Westchester's Ridge Hill și de-a lungul Central Park Avenue, numit informal "Central Ave" de către rezidenții zonei, nume pe care îl ia oficial la câțiva kilometri nord în White Plains.